# Ion N. Băncilă
Ion N. Băncilă (n. 2 februarie 1901, Scorțaru Nou, Brăila, România – d. 28 martie 2001) a fost un geolog român, membru titular al Academiei Române.:p. 78
La Brăila, o școală gimnazială poartă numele lui Ion Băncilă.

## Biografie
A fost profesor la Facultatea de Științe din București.
A fost membru corespondent al Academiei de Științe din România începând cu 21 decembrie 1935.

## Scrieri
- Etude géologique des Monts Hăghimaș-Ciuc (1941);
- L’évolution des idées sur la tectonique des Carpates Orientales (1944);
- Paleogenul zonei mediane a flișului (1952);
- Geologia Carpaților Orientali (1958);
- Geologia inginerească (2 vol., 1979-1981);
- Geologia amenajărilor hidrotehnice în flișul carpatic (1989)